# 해양보호생물
해양보호생물에 대해 설명한다.

## 정의
해양수산부는 2006년에 「해양생태계의 보전 및 관리에 관한 법률」(법률 제8045호, 2006.10.4., 제정)을 제정하여 관리기반을 확보하였으며, 특히 생존을 위협받거나 보호해야 할 가치가 높은 해양생물을  「해양보호생물」로 지정하여 관리하고 있다.

「해양생태계의 보전 및 관리에 관한 법률」 은 다음과 같다.
1) “해양생태계”라 함은 일정한 해역의 생물공동체와 이를 둘러싼 무기적(無機的) 또는 유기적 환경이 결합된 물질계 또는 기능계를 말한다.
2) “해양생물”이라 함은 해양생태계에서 서식하거나 자생하는 생물을 말한다.
3) “해양보호생물”이라 함은 다음 각 목의 하나에 해당하는 해양생물종으로 해양수산부령이 정하는 종을 말한다.
- 우리나라의 고유한 종
- 개체수가 현저하게 감소하고 있는 종
- 학술적·경제적 가치가 높은 종
- 국제적으로 보호가치가 높은 종

2019년 7월 1일「해양생태계의 보전 및 관리에 관한 법률(법률 제16165호, 2018.12.31., 일부개정)」이 개정·시행됨에 따라, 해양수산부 지정 보호종의 공식 명칭이「보호대상해양생물」에서「해양보호생물」로 변경되었다.

## 지정 현황
「해양생태계의 보전 및 관리에 관한 법률」 상 현재  해양보호생물로 지정되어 있는 종은 포유류 16종, 무척추동물 34종, 해조류(해초류 포함) 7종, 파충류 4종, 어류 5종, 조류 14종으로 총  80종이다.
각 생물에 관한 상세정보는 해양환경정보포털에서 확인할 수 있다.
| 구 분         | 종 수 | 대 상                                                                 |
| ------------- | ----- | --------------------------------------------------------------------- |
| 포유류        | 16    | 혹등고래, 북방긴수염고래, 귀신고래, 상괭이, 점박이물범, 물개 등       |
| 무척추동물    | 34    | 나팔고둥, 남방방게, 갯게, 검붉은수지맨드라미, 깃산호 등               |
| 해조류/해초류 | 7     | 삼나무말, 거머리말, 포기거머리말, 수거머리말, 왕거머리말 등           |
| 파충류        | 4     | 푸른바다거북, 붉은바다거북, 매부리바다거북, 장수거북                  |
| 어류          | 5     | 가시해마, 복해마, 점해마, 고래상어, 홍살귀상어                        |
| 조류          | 14    | 청다리도요사촌, 넓적부리도요, 저어새, 알락꼬리마도요, 노랑부리백로 등 |

### 포유류
- 귀신고래
- 남방큰돌고래
- 대왕고래
- 보리고래
- 북방긴수염고래
- 브라이드고래
- 상괭이
- 참고래
- 향고래
- 혹등고래
- 고리무늬물범
- 띠무늬물범
- 점박이물범
- 물개
- 바다사자
- 큰바다사자

### 무척추동물
- 갯게
- 남방방게
- 눈콩게
- 달랑게
- 두이빨사각게
- 붉은발말똥게
- 의염통성게
- 흰발농게
- 기수갈고둥
- 나팔고둥
- 대추귀고둥
- 금빛나팔돌산호
- 둔한진총산호
- 망상맵시산호
- 미립이분지돌산호
- 별혹산호
- 깃산호
- 유착나무돌산호
- 잔가지나무돌산호
- 착생깃산호
- 측맵시산호
- 검붉은수지맨드라미
- 밤수지맨드라미
- 연수지맨드라미
- 자색수지맨드라미
- 흰수지맨드라미
- 긴가지해소
- 망해송
- 빗자루해송
- 실해송
- 해송
- 선침거미불가사리
- 유사벌레붙이말미잘
- 흰이빨참갯지렁이

### 해조류/해초류
- 거머리말
- 게바다말
- 삼나무말
- 새우말
- 수거머리말
- 왕거머리말
- 포기거머리말

### 파충류
- 매부리바다거북
- 붉은바다거북
- 장수거북
- 푸른바다거북

### 어류
- 가시해마
- 고래상어
- 복해마
- 점해마
- 홍살귀상어

### 조류
- 검은머리물떼새
- 넓적부리도요
- 노랑부리백로
- 바다쇠오리
- 바다오리
- 바다제비
- 뿔쇠오리
- 쇠가마우지
- 슴새
- 아비
- 알락꼬리마도요
- 저어새
- 청다리도요사촌
- 흰수염바다오리

## 위반 행위 시 처벌 규정
행위제한 

학술연구 또는 해양보호생물의 보호·증식 및 복원 등의 목적으로 해양수산부 장관의 허가를 받은 특별한 경우를 제외하고는 해양보호생물을 포획·채취·이식·가공·유통·보관·훼손하는 행위를 금지한다.
- 「해양생태계의 보전 및 관리에 관한 법률」 제20조

 해양보호생물의 포획 등의 가중처벌 

매매를 목적으로 상기 위반행위의 죄를 범하여 징역에 처하는 경우에는 매매로 인하여 취득하였거나 취득할 수 있는 가액(價額)의 2배 이상 10배 이하에 해당하는 벌금을 병과한다.
- 「해양생태계의 보전 및 관리에 관한 법률」 제63조의2

| 위반 행위 | 처벌 내역                                |
| --- | ---------------------------------------- |
| 해양보호생물을 포획·채취·훼손한 자 해양보호생물을 포획하거나 훼손하기 위하여 폭발물·그물·함정어구를 설치하거나 유독물·전류를 사용한자 | 3년 이하의 징역 또는 3천만원 이하의 벌금 |
| 해양보호생물을 이식·가공·유통 또는 보관한 자                                                                                          | 2년 이하의 징역 또는 2천만원 이하의 벌금 |
| 거짓 그 밖의 부정한 방법으로 해양보호생물의 포획·채취 등의 허가를 받은 자                                                             | 1년 이하의 징역 또는 1천만원 이하의 벌금 |